# Quốc kỳ Cộng hòa Nhân dân Trung Hoa

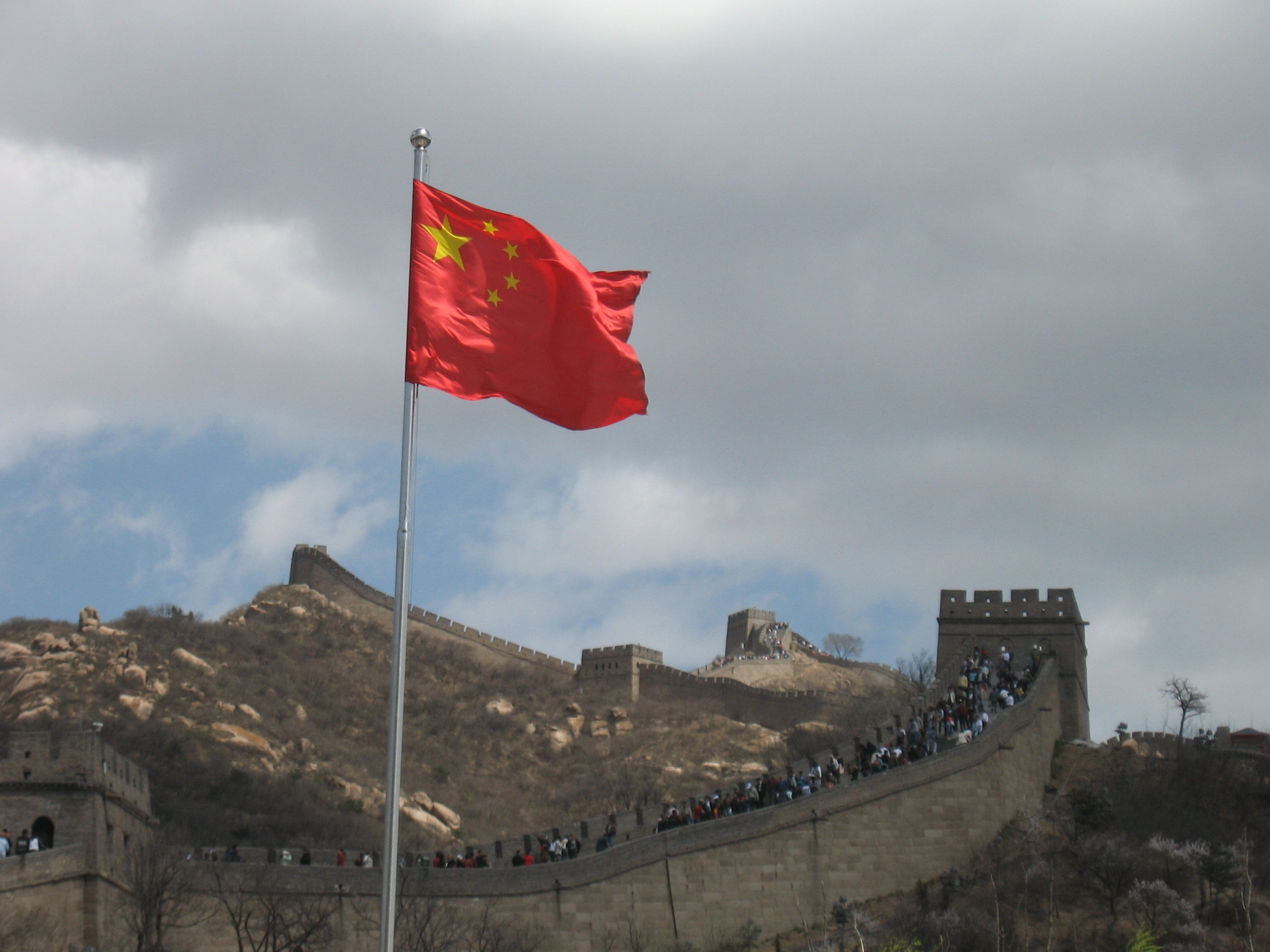
Quốc kỳ Trung Quốc treo trên Vạn Lý Trường Thành

Quốc kỳ nước Cộng hòa Nhân dân Trung Hoa (tiếng Trung: 中华人民共和国国旗), tức là cờ đỏ năm sao (tiếng Trung: 五星红旗) là một trong những biểu tượng quốc gia của nước Cộng hòa Nhân dân Trung Hoa. Nền đỏ, góc trên bên trái là năm ngôi sao năm cánh màu vàng. Bốn ngôi sao nhỏ ở bên phải bao quanh một ngôi sao lớn, tạo thành hình bán cầu. Ngôi sao lớn tượng trưng Đảng Cộng sản Trung Quốc, bốn ngôi sao nhỏ tượng trưng giai cấp công nhân, giai cấp nông dân, giai cấp tiểu tư sản thành thị và giai cấp tư sản dân tộc, sự sắp xếp của năm ngôi sao tượng trưng hình dạng hải đường của lãnh thổ Trung Quốc.
Người thiết kế lá cờ là Tăng Liên Tùng, người thành phố Thụy An, tỉnh Chiết Giang. Sau khi Đảng Cộng sản Trung Quốc đánh bại Quốc dân đảng, Ủy ban trù bị Tân Hội nghị Hiệp thương Chính trị ra thông báo tìm kiếm các mẫu quốc kỳ vào tháng 7 năm 1949. Trong số 2.992 (hay 3.012) mẫu quốc kỳ, thiết kế của Tăng Liên Tùng được chọn vào 38 mẫu ứng viên. Sau nhiều lần thảo luận và sửa đổi nhỏ, thiết kế của ông được chọn làm quốc kỳ. Ngày 27 tháng 9 năm 1949, Hội nghị Hiệp thương Chính trị Nhân dân Trung Quốc thông qua lá cờ đỏ năm sao làm quốc kỳ nước Cộng hòa Nhân dân Trung Hoa. Ngày 1 tháng 10 năm 1949, Mao Trạch Đông tuyên bố thành lập Chính phủ nhân dân trung ương nước Cộng hòa Nhân dân Trung Hoa, nhấn nút giương cao lá cờ đỏ năm sao trên Quảng trường Thiên An Môn. Các hiến pháp sau đều có quy định giống vậy.
Ngày 28 tháng 6 năm 1990, Ủy ban Thường vụ Đại hội Đại biểu Nhân dân toàn quốc thông qua Luật Quốc kỳ nước Cộng hòa Nhân dân Trung Hoa, được Chủ tịch nước Dương Thượng Côn ký lệnh công bố cùng ngày, có hiệu lực từ ngày 1 tháng 10 năm 1990. Luật Quốc kỳ không chỉ quy định cách sản xuất quốc kỳ, các dịp treo, cách treo quốc kỳ, mà còn nhấn mạnh rằng quốc kỳ là "biểu tượng của nước Cộng hòa Nhân dân Trung Hoa", vì vậy mỗi công dân, tổ chức "đều phải trân trọng và nâng niu quốc kỳ".

## Lịch sử
Ngày 4 tháng 7 năm 1949, Ủy ban trù bị Tân Hội nghị hiệp thương chính trị quyết định ra thông báo tìm kiếm quốc kỳ, quốc huy và quốc ca. Sau khi được Mao Trạch Đông và Chu Ân Lai xem xét, thông báo được đăng liên tục trên các tờ báo lớn như Nhân dân Nhật báo, Báo Giải phóng Bắc Kinh, Tân Dân Báo, Nhật báo Đại chúng, Nhật báo Quang minh, Nhật báo Tiến bộ, Nhật báo Thiên Tân, v.v. từ ngày 15 đến ngày 26 tháng 7. Thông báo liệt kê các hạng mục mẫu quốc kỳ cần phải để ý:
1. Đặc điểm của Trung Quốc (như địa lý, dân tộc, lịch sử, văn hóa, v.v.);
2. Đặc điểm của chế độ (chuyên chính dân chủ nhân dân lấy liên minh công nông làm nền tảng do giai cấp công nhân lãnh đạo);
3. Hình dạng là hình chữ nhật, chiều rộng bằng hai phần ba chiều dài, lấy sự trang nghiêm và giản dị làm chính;
4. Màu sắc lấy màu đỏ làm chính, có thể phối những màu khác.[9] (Trong bản dự thảo thông báo ban đầu ghi là "lấy màu son làm chính", Chu Ân Lai đổi thành "lấy màu đỏ làm chính")[11]

Tăng Liên Tùng, lúc đó đang làm việc ở Thượng Hải, bắt đầu thiết kế lá cờ vào giữa tháng 7 sau khi đọc được thông báo. Ông nghĩ tới không những Hồng quân có ngôi sao năm cánh làm biểu tượng, Đảng Cộng sản Trung Quốc lại còn là vị cứu tinh vĩ đại của nhân dân Trung Quốc, vì vậy quyết định dùng một ngôi sao năm cánh để tượng trưng cho Đảng. Mao Trạch Đông chỉ ra rằng nhân dân Trung Quốc lúc bấy giờ gồm bốn giai cấp xã hội (công nhân, nông dân, tiểu tư sản thành thị và tư sản dân tộc), nên Tùng quyết định dùng bốn ngôi sao năm cánh nhỏ để tượng trưng cho nhân dân. Ông tính đặt năm ngôi sao vàng ở chính giữa lá cờ, nhưng bỏ đi vì quá chật hẹp và tù đọng. Sau khi xác định vị trí và kích thước của năm ngôi sao vàng, ông gửi thiết kế "cờ nền đỏ năm sao" tới Ủy ban Trù bị vào giữa tháng 8.
Tính đến ngày 20 tháng 8, đã nhận được tổng cộng 2.992 (hay 3.012) mẫu quốc kỳ. Các thành viên Ủy ban trù bị Tân Hội nghị Hiệp thương chính trị như Quách Mạt Nhược và Trần Gia Canh cũng gửi thiết kế. Ủy ban tuyển chọn quốc kỳ quốc huy chọn ra 38 mẫu, trình lên Hội nghị Hiệp thương Chính trị Nhân dân Trung Quốc thảo luận. Thiết kế của Tăng Liên Tùng ban đầu không trúng tuyển, do Điền Hán đề nghị mới được chấp nhận là "cờ nền đỏ năm sao" "số 32". Biểu tượng búa liềm giống như cờ Liên Xô bị xóa theo ý kiến thảo luận của nhóm.
Sáng ngày 23 tháng 9, các đại biểu Hội nghị Hiệp thương Chính trị chia nhóm thảo luận phương án quốc kỳ, nhưng chưa có kết quả. Tối ngày 23, Bành Quang Hàm giới thiệu mẫu số 32 cho Chu Ân Lai, Chu Ân Lai hài lòng với thiết kế và yêu cầu Bành Quang Hàm vẽ một mẫu lớn hơn. Hai ngày sau, Mao Trạch Đông tổ chức buổi tọa đàm ở Trung Nam Hải, giải thích lý do ông tán thành lá cờ nền đỏ năm sao, các đại biểu đều đồng ý. Ngày 27 tháng 9, Hội nghị Hiệp thương Chính trị Nhân dân Trung Quốc quyết định thông qua phương án cờ nền đỏ năm sao, đổi tên thành "cờ đỏ năm sao".

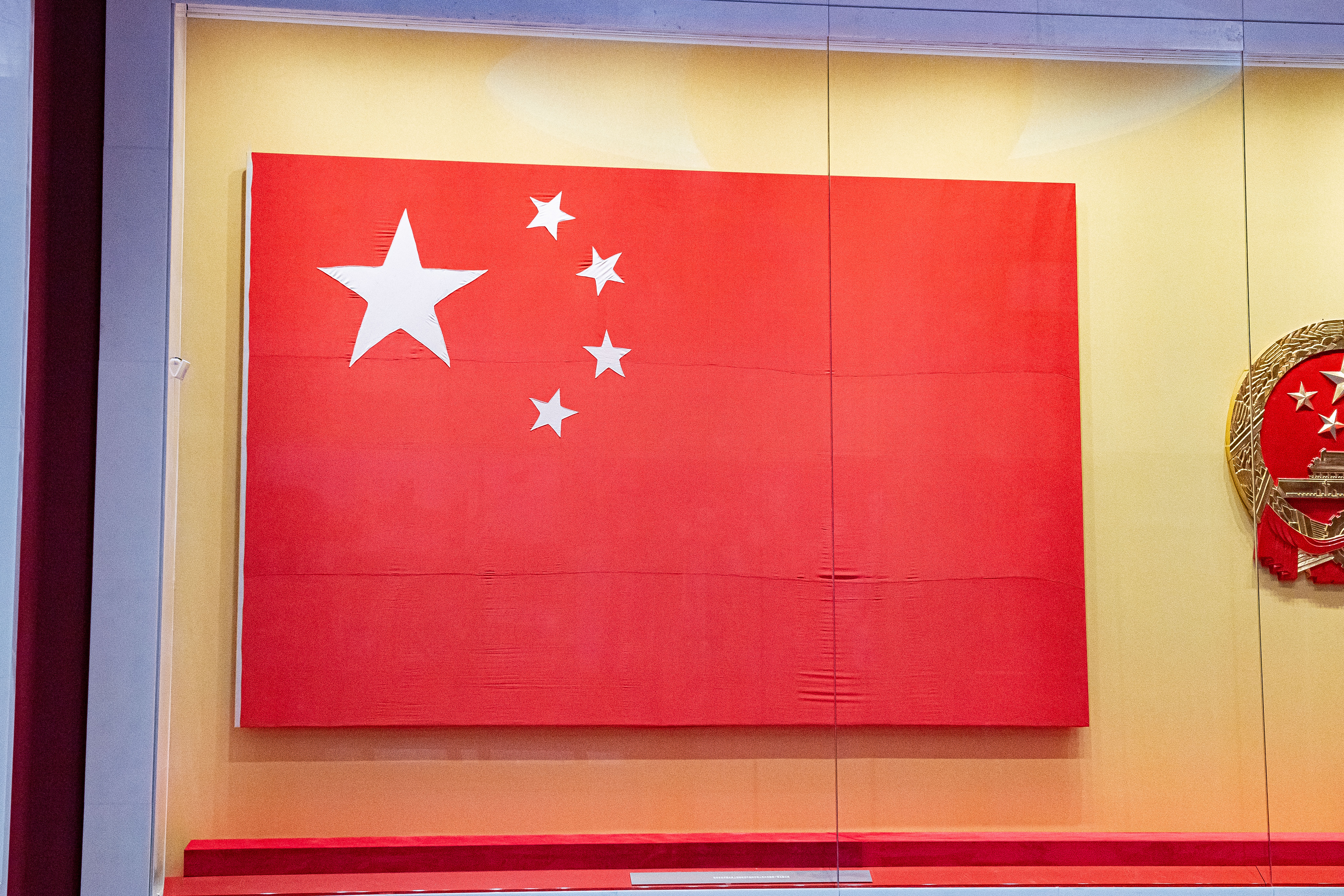
Lá cờ đỏ năm sao đầu tiên được kéo lên ở Quảng trường Thiên An Môn, hiện ở Nhà triển lãm Lịch sử Đảng Cộng sản Trung Quốc

Ngày 29 tháng 9, Nhân dân Nhật báo đăng mẫu và phương pháp sản xuất quốc kỳ mới. Ngày 1 tháng 10 năm 1949, lá cờ đỏ năm sao đầu tiên được kéo lên ở Quảng trường Thiên An Môn tại Bắc Kinh vào lễ thành lập nước Cộng hòa Nhân dân Trung Hoa. Tăng Liên Tùng ban đầu không chắc lá cờ đỏ năm sao là do mình thiết kế, vì trong mẫu đăng báo không có búa liềm trên ngôi sao lớn năm cánh. Tuy nhiên, Tổng Văn phòng Chính phủ Nhân dân Trung ương gửi cho ông một lá thư, chính thức thông báo rằng ông là người thiết kế quốc kỳ, kèm theo bức thư là năm triệu đồng Nhân dân tệ cũ (khoảng năm trăm nhân dân tệ ngày nay).
Từ khi Hiến pháp nước Cộng hòa Nhân dân Trung Hoa đầu tiên được thông qua vào tháng 9 năm 1954 đến nay, lá cờ đỏ năm sao luôn là quốc kỳ của Trung Quốc.

## Thiết kế

### Ý nghĩa

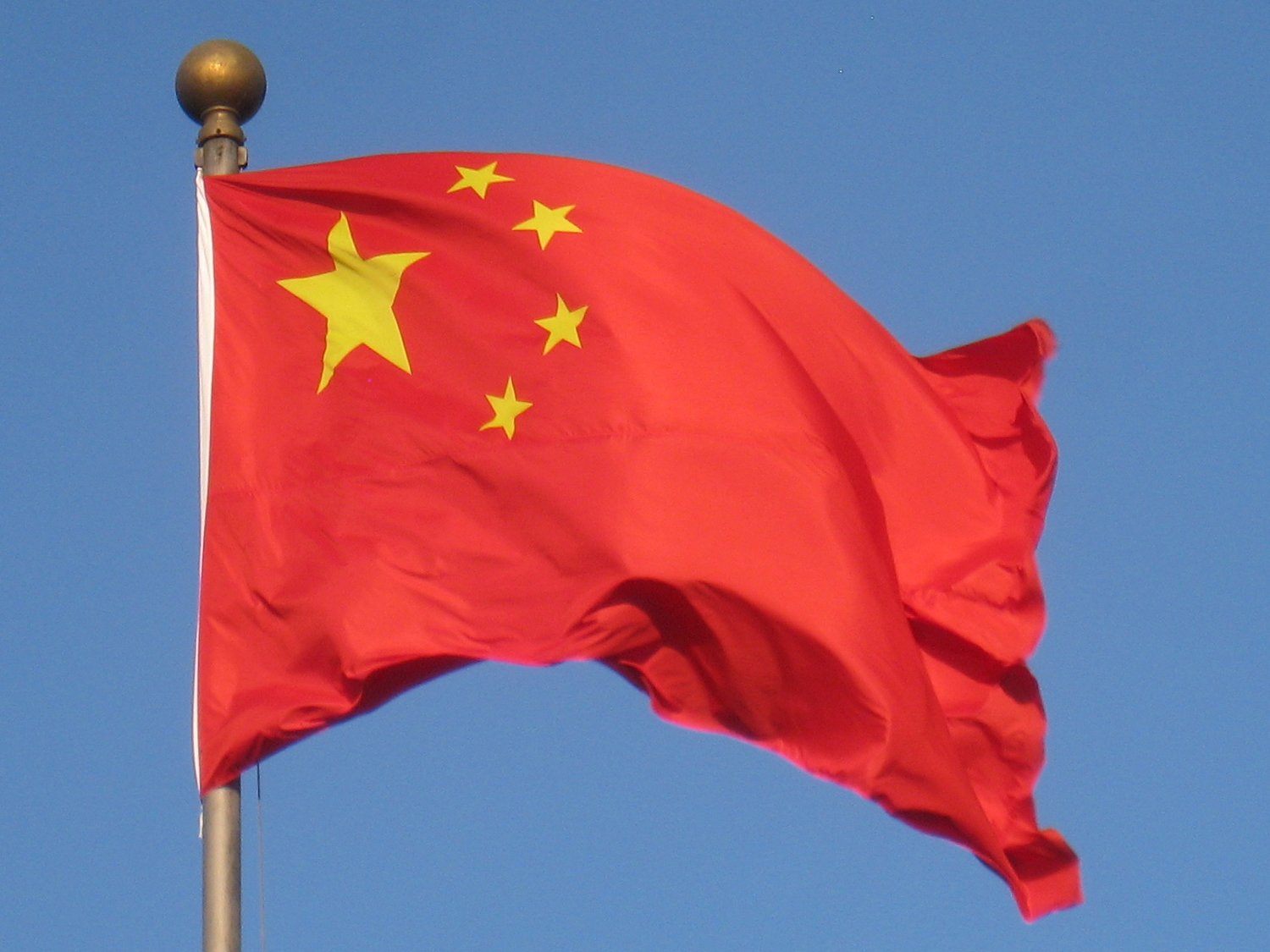
Quốc kỳ Trung Quốc ở Bắc Kinh

Cờ màu đỏ, hình chữ nhật, chiều rộng bằng hai phần ba chiều dài, ở phía trên bên trái có năm ngôi sao năm cánh màu vàng. Một ngôi sao lớn ở bên trái, đường kính của đường tròn ngoại tiếp bằng ba phần mười chiều rộng của lá cờ. Bốn ngôi sao nhỏ ở bên phải, đường kính của đường tròn ngoại tiếp bằng một phần mười chiều rộng của lá cờ, vây quanh ngôi sao lớn, một cánh của mỗi ngôi sao thẳng với tâm của ngôi sao lớn. Màu đỏ tượng trưng cho cuộc cách mạng. Màu vàng của ngôi sao tỏ ra ánh sáng. Năm ngôi sao năm cánh tượng trưng cho sự đại đoàn kết nhân dân Trung Quốc cách mạng dưới sự lãnh đạo của Đảng Cộng sản Trung Quốc. Một cánh của mỗi ngôi sao nhỏ thẳng với tâm của ngôi sao năm cánh lớn, đại diện cho sự đoàn kết xung quanh một trung tâm. Ngôi sao lớn tượng trưng cho Đảng Cộng sản Trung quốc, bốn ngôi sao nhỏ tượng trưng cho giai cấp công nhân, giai cấp nông dân, giai cấp tiểu tư sản thành thị và giai cấp tư sản dân tộc.
Tăng Liên Tùng ban đầu giải thích, ngôi sao năm cánh lớn tượng trưng cho nhân dân Trung Quốc, bốn ngôi sao năm cánh nhỏ tượng trưng cho bốn giai cấp của nhân dân Trung Quốc do Mao Trạch Đông đề xướng (giai cấp công nhân, giai cấp nông dân, giai cấp tiểu tư sản thành thị và giai cấp tư sản dân tộc). Năm ngôi sao tạo thành hình bầu dục, là hình dạng lá thu hải đường của lãnh thổ Trung Quốc lúc bấy giờ (bao gồm cả Ngoại Mông). Ngôi sao năm cánh màu vàng vì dân tộc Trung Hoa là giống người da vàng.
Năm 1949, Hội nghị Hiệp thương chính trị Nhân dân Trung Quốc thông qua nghị quyết quy định quốc kỳ của nước Cộng hòa Nhân dân Trung Hoa là "lá cờ nền đỏ năm sao, tượng trưng cho đại đoàn kết toàn dân cách mạng Trung Quốc". Đây cũng là định nghĩa chính thức về quốc kỳ hiện nay.
Chính phủ chưa giải thích lý do chọn năm ngôi sao vào thời điểm thành lập nước Cộng hòa Nhân Dân Trung Hoa. Có thuyết là Mao Trạch Đông hay đọc Sử ký, Hán thư và những kinh thư khác, trong sách có viết  "năm ngôi sao từ phương đông mang lợi cho Trung Quốc". Truyền thống thuật số và thiên văn học của Trung Quốc thì đều tin rằng sự ngũ tinh hội tụ sẽ mang lại vận may cho Trung Quốc. Do đó, Mao Trạch Đông chọn lá cờ đỏ năm sao làm quốc kỳ.
Đôi khi, năm ngôi sao bị hiểu sai là đại diện cho năm dân tộc lớn của Trung Quốc. Sự đại diện cho ngũ tộc thực sự là lá cờ năm màu của Chính phủ Bắc Dương Trung Hoa Dân Quốc từ năm 1912 đến năm 1928. Năm màu đại diện cho năm dân tộc Hán, Mãn, Mông Cổ, Hồi và Tạng.

### Phương án
Phương án của Tăng Liên Tùng là "cờ nền đỏ năm sao" "số 32". Sáng ngày 23 tháng 9 năm 1949, các đại biểu Hội nghị Hiệp thương chính trị chia nhóm thảo luận phương án quốc kỳ, nhưng không đạt được kết luận nào. Một số đại biểu cảm thấy rằng bốn ngôi sao năm cánh nhỏ không ổn, không nên tượng trưng cho giai cấp tư sản. Mao Trạch Đông và hầu hết các đại biểu ban đầu tán thành mẫu số 3, gồm một ngôi sao và một thanh ngang. Tuy nhiên, Trương Trị Trung sau bày tỏ sự phản đối cho Mao Trạch Đông, nói rằng một thanh ngang có thể bị nhận lầm là chia cắt đất nước, cách mạng và dễ gây liên tưởng tới Gậy như ý của Tôn Ngộ Không. Tối ngày 23, Bành Quang Hàm đưa mẫu số 32 lên Chu Ân Lai, Chu Ân Lai hài lòng với thiết kế này và yêu cầu Bành Quang Hàm vẽ một mẫu lớn hơn. Ngoài ra, Trần Gia Canh cũng nêu ý kiến với Mao Trạch Đông và Chu Ân Lai rằng đặc trưng chính quyền quan trọng hơn đặc trưng địa lý, vì vậy không cần phải có thanh ngang tượng trưng cho sông Hoàng Hà.
| Phương án quốc kỳ đầu tiên của Tăng Liên Tùng |
| Phương án quốc kỳ đầu tiên của Tăng Liên Tùng |

| Mẫu số 32, phiên bản cuối cùng được chọn |
| Mẫu số 32, phiên bản cuối cùng được chọn |

| Thiết kế "Hoàng Hà", là lựa chọn đầu tiên của Mao Trạch Đông |
| Thiết kế "Hoàng Hà", là lựa chọn đầu tiên của Mao Trạch Đông |

| Thiết kế "Hoàng Hà, Trường Giang", là lựa chọn thứ hai của Mao Trạch Đông |
| Thiết kế "Hoàng Hà, Trường Giang", là lựa chọn thứ hai của Mao Trạch Đông |

| Thiết kế "Hoàng Hà, Trường Giang, Châu Giang", là lựa chọn thứ ba của Mao Trạch Đông |
| Thiết kế "Hoàng Hà, Trường Giang, Châu Giang", là lựa chọn thứ ba của Mao Trạch Đông |

| Thiết kế "cờ đỏ năm sao" thời gian đầu, là lựa chọn thứ tư của Mao Trạch Đông |
| Thiết kế "cờ đỏ năm sao" thời gian đầu, là lựa chọn thứ tư của Mao Trạch Đông |

| Mẫu số 5, người thiết kế Lương Tòng Giới |
| Mẫu số 5, người thiết kế Lương Tòng Giới |

| Mẫu số 8, người thiết kế Quách Mạt Nhược |
| Mẫu số 8, người thiết kế Quách Mạt Nhược |

| Mẫu số 13, do Trương Đinh, Chung Linh, Chu Quang Viễn, Tiêu Thục Hoa, v.v. cùng thiết kế |
| Mẫu số 13, do Trương Đinh, Chung Linh, Chu Quang Viễn, Tiêu Thục Hoa, v.v. cùng thiết kế |

| Mẫu số 15, người thiết kế Chu Đức |
| Mẫu số 15, người thiết kế Chu Đức |

| Mẫu số 17, người thiết kế Tiêu Thục Hoa |
| Mẫu số 17, người thiết kế Tiêu Thục Hoa |

| Mẫu số 19, người thiết kế Ngô Ngọc Chương |
| Mẫu số 19, người thiết kế Ngô Ngọc Chương |

| Mẫu số 20, người thiết kế Dương Thái Dương |
| Mẫu số 20, người thiết kế Dương Thái Dương |

| Mẫu số 21, người thiết kế Ngải Thanh |
| Mẫu số 21, người thiết kế Ngải Thanh |

| Mẫu số 23, người thiết kế Ngô Ngọc Chương |
| Mẫu số 23, người thiết kế Ngô Ngọc Chương |

| Mẫu số 24, do Trương Đinh và Chung Linh cùng thiết kế |
| Mẫu số 24, do Trương Đinh và Chung Linh cùng thiết kế |

| Mẫu số 34, người thiết kế Tiêu Thục Phương |
| Mẫu số 34, người thiết kế Tiêu Thục Phương |

| Mẫu số 35, người thiết kế Tiêu Thục Phương |
| Mẫu số 35, người thiết kế Tiêu Thục Phương |

## Tiêu chuẩn

### Quy định
Ngày 28 tháng 9 năm 1949, Hội nghị Hiệp thương Chính trị Nhân dân Trung Quốc công bố cách sản xuất quốc kỳ. Xí nghiệp may quốc kỳ do chính quyền tỉnh, khu tự trị, thành phố trực thuộc trung ương chỉ định. Chiều rộng bằng hai phần ba chiều dài. Tiêu chuẩn của Tổng cục Giám sát Chất lượng, Kiểm tra và Kiểm dịch và Ủy ban Tiêu chuẩn hóa Nhà nước Trung Quốc giải thích phương pháp sản xuất quốc kỳ.
| Bản thiết kế | Hướng dẫn |
| ------------ | --- |
|              | 1. Đầu tiên chia đều mặt cờ thành 4 hình chữ nhật, sau đó chia hình chữ nhật phía trên bên trái thành 150 hình vuông. 2. Tâm của ngôi sao lớn nằm ở vị trí trên 5 dưới 5, trái 5 phải 10 của hình chữ nhật. Đường kính của đường tròn ngoại tiếp là 6 đơn vị chiều dài. 3. Tâm của bốn ngôi sao nhỏ, ngôi sao đầu tiên nằm trên 2 dưới 8, trái 10 phải 5, ngôi thứ hai nằm trên 4 dưới 6, trái 12 phải 3, ngôi sao thứ ba nằm ở trên 7 dưới 3, trái 12 phải 3, ngôi sao thứ tư nằm ở trên 9 xuống 1, trái 10 phải 5. 4. Đường kính của đường tròn ngoại tiếp là 2 đơn vị chiều dài. Một cánh của mỗi ngôi sao nhỏ thẳng với tâm của ngôi sao lớn. |

### Kích thước
Pháp luật Trung Quốc quy định năm cỡ quốc kỳ. Cỡ số 1 được dùng cho lễ khai mạc, bế mạc các sự kiện thể thao quy mô lớn, các địa điểm tổ chức hội nghị quy mô lớn. Cỡ số 2 được dùng cho cột cờ cao từ 15 mét trở lên. Cờ số 3 được dùng cho cột cờ cao từ 10 mét đến 13 mét. Cỡ số 4 được dùng cho cột cờ cao từ 9 đến 10 mét. Cỡ số 5 không treo trên cột cờ đứng. Ngoài năm cỡ chính, cỡ số 6 và số 7 được dùng làm cờ đuôi nheo, cờ dẫn đường, v.v. Cỡ số 8 được dùng cho các loại cờ phất tay, cờ dây, v.v. Cỡ số 9 có thể được dùng trên bàn họp.
| Cỡ              | 1       | 2       | 3       | 4      | 5     | 6     | 7     | 8     | 9     |
| --------------- | ------- | ------- | ------- | ------ | ----- | ----- | ----- | ----- | ----- |
| Kích thước (cm) | 288×192 | 240×160 | 192×128 | 144×96 | 96×64 | 66×44 | 45×30 | 30×20 | 21×14 |

### Màu sắc
Tổng cục Giám sát chất lượng, Kiểm tra và Kiểm dịch Quốc gia và Uỷ ban Tiêu chuẩn hóa Quốc gia Trung Quốc quy định dữ liệu tọa độ của các màu được dùng trên quốc kỳ. Cột cờ màu trắng.
| Chất liệu    | Chất liệu | Giá trị kích thích Y10 | Toạ độ màu | Toạ độ màu | Sai số cho phép                                    |
| Chất liệu    | Chất liệu | Giá trị kích thích Y10 | x10        | y10        | Sai số cho phép                                    |
| ------------ | --------- | ---------------------- | ---------- | ---------- | -------------------------------------------------- |
| Sợi tổng hợp | Đỏ        | 9.4                    | 0.555      | 0.328      | {\displaystyle \Delta E_{ab}^{\,\bullet }\leq 2.0} |
| Sợi tổng hợp | Vàng      | 41.2                   | 0.446      | 0.489      | {\displaystyle \Delta E_{ab}^{\,\bullet }\leq 2.0} |
| Lụa          | Đỏ        | 12.3                   | 0.565      | 0.325      | {\displaystyle \Delta E_{ab}^{\,\bullet }\leq 2.0} |
| Lụa          | Vàng      | 32.4                   | 0.450      | 0.463      | {\displaystyle \Delta E_{ab}^{\,\bullet }\leq 2.0} |
| Sợi bông     | Đỏ        | 9.2                    | 0.595      | 0.328      | {\displaystyle \Delta E_{ab}^{\,\bullet }\leq 2.0} |
| Sợi bông     | Vàng      | 33.0                   | 0.467      | 0.463      | {\displaystyle \Delta E_{ab}^{\,\bullet }\leq 2.0} |
| Cột cờ       | Trắng     | 78.0                   | -          | -          | Giá trị kích thích Y10 không được thấp hơn 78      |

Phiên bản tiêu chuẩn của quốc kỳ Trung Quốc được dùng trên mạng được đăng trên trang của Đại hội đại biểu nhân dân toàn quốc và trang của chính phủ Trung Quốc. Màu sắc của phiên bản tiêu chuẩn được dùng trên như sau (màu sRGB trong tệp nguồn PNG):
- Đỏ #ee1c25
- Vàng #ffff00

## Nghi lễ

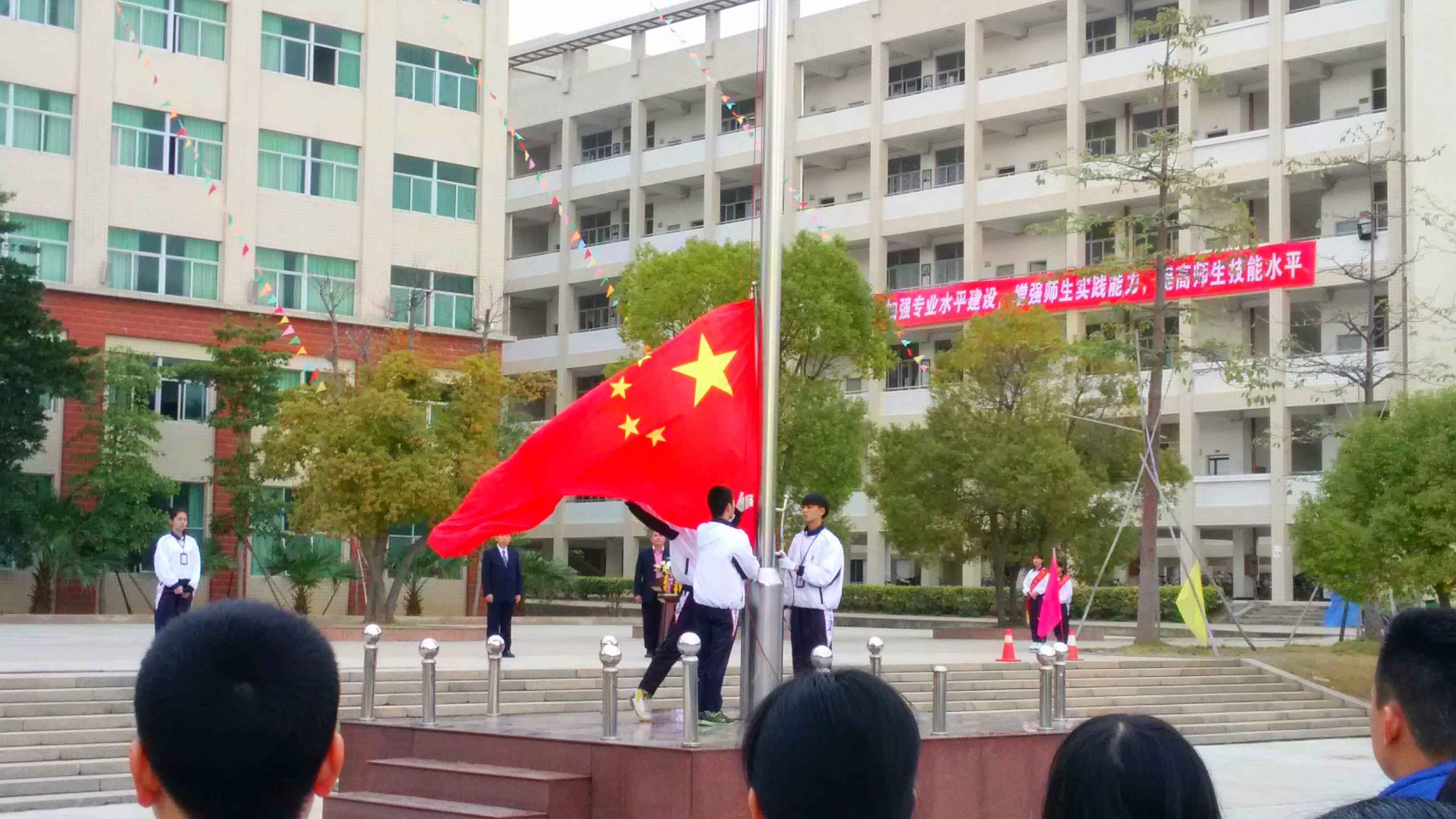
Lễ thượng cờ tại trường ở Trung Quốc.

### Lễ thượng cờ

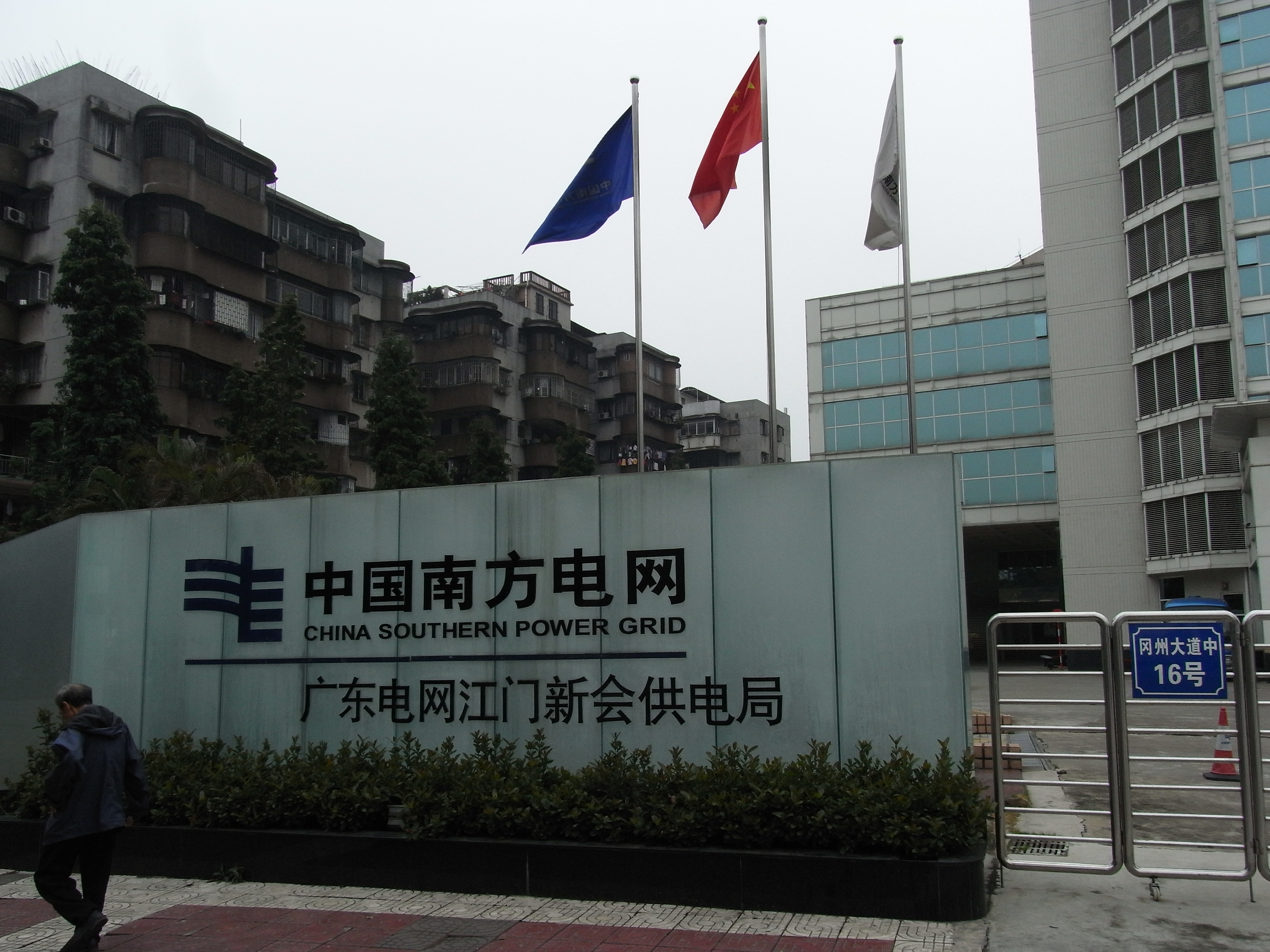
Quốc kỳ Trung Quốc và cờ của Công ty Lưới điện miền Nam Trung Quốc ở cổng của văn phòng công ty tại Tân Hội, Giang Môn.

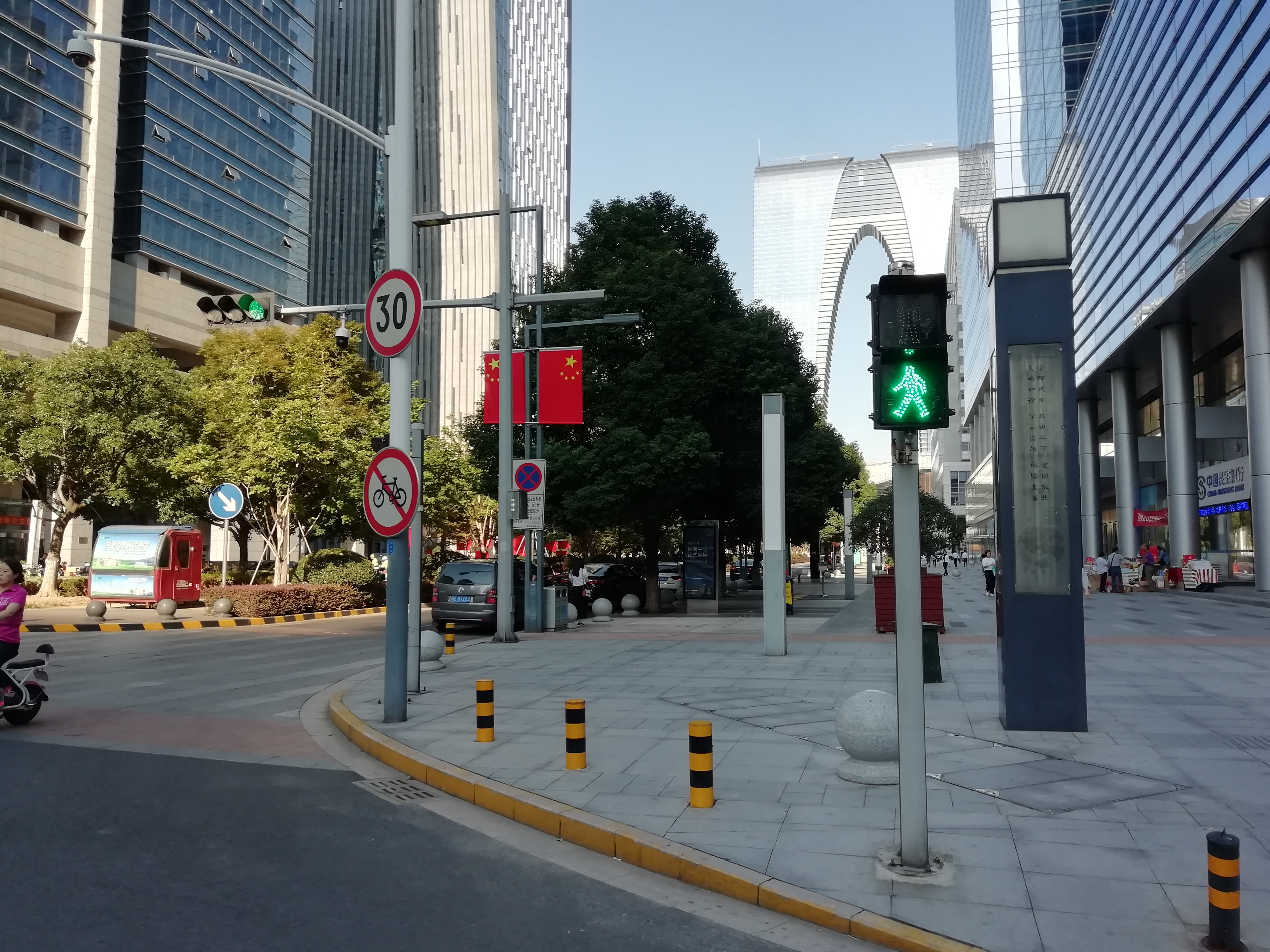
Quốc kỳ Trung Quốc trên đèn đường ở Khu công nghiệp Tô Châu vào Quốc khánh Trung Quốc năm 2018.

Khi làm lễ chào cờ, phải cử và hát quốc ca, người tham dự phải đứng quay mặt về phía quốc kỳ và chú ý chào cờ. Phải treo quốc kỳ lên sớm, hạ xuống muộn. Không được treo quốc kỳ khi thời tiết xấu. Khi có những lá cờ khác như cờ công ty, cờ trường, khu kỳ thì quốc kỳ phải được treo ở vị trí dễ thấy, những lá cờ khác phải được treo ở hai bên và thấp hơn quốc kỳ. Các trường tiểu học, trung học làm lễ chào cờ mỗi tuần một lần, trừ những ngày nghỉ ra.

### Diễu hành cờ
Luật Quốc kỳ quy định khi diễu hành cờ nhiều nước thì quốc kỳ Trung Quốc phải đi trước.
Trong buổi lễ duyệt binh kỷ niệm 90 năm Ngày thành lập Quân Giải phóng Nhân dân Trung Quốc vào ngày 30 tháng 7 năm 2017, đảng kỳ Đảng Cộng sản Trung Quốc đi trước quốc kỳ. Trong buổi lễ duyệt binh kỷ niệm 70 năm Ngày thành lập nước Cộng hòa Nhân dân Trung Hoa vào ngày 1 tháng 10 năm 2019, đảng Đảng Cộng sản Trung Quốc cũng đi đi trước quốc kỳ. Có ý kiến sự việc này vi phạm Luật Quốc kỳ, nhưng Luật Quốc kỳ cũng quy định cơ quan quân sự, doanh trại quân đội, tàu quân sự treo quốc kỳ theo quy định của Quân ủy Trung ương.

### Cờ rủ

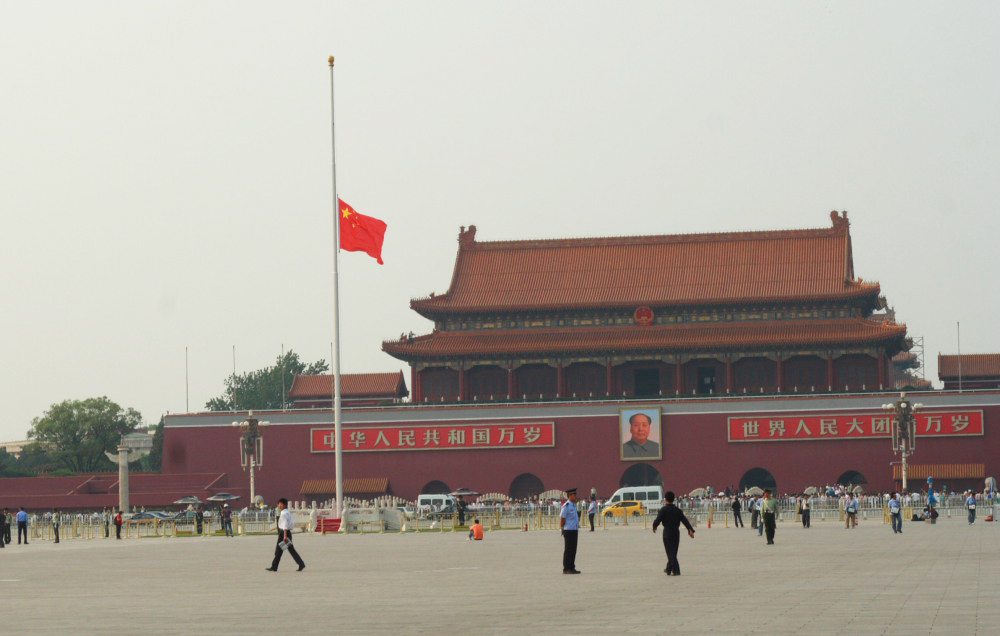
Sau trận động đất Tứ Xuyên năm 2008, Trung Quốc treo cờ rủ ở Quảng trường Thiên An Môn để tưởng nhớ các nạn nhân.

Cờ rủ là nghi thức quan trọng để bày tỏ sự thương tiếc cho công chúng, cũng là cách để tang phổ biến trên thế giới. Pháp luật Trung Quốc quy định treo rủ để tang quốc kỳ khi một người đặc biệt qua đời, bao gồm Chủ tịch nước, Tổng lý Quốc vụ viện, Ủy viên trưởng Ủy ban Thường vụ Đại hội Đại biểu Nhân dân Toàn quốc, Chủ tịch Ủy ban Toàn quốc Hội nghị Hiệp thương Chính trị Nhân dân Trung Quốc, Chủ tịch Quân ủy Trung ương, những chức vụ cấp chính quốc gia khác, những người có đóng góp xuất sắc cho Trung Quốc, những người có đóng góp xuất sắc cho sự nghiệp hòa bình thế giới hoặc sự tiến bộ của loài người, v.v. Ngày và địa điểm treo cờ rủ do cơ quan nhà nước tổ chức lễ tang hoặc Quốc vụ viện quyết định. Ngoài ra, trong trường hợp có thương vong nặng nề do sự việc không may hoặc thiên tai nghiêm trọng thì Quốc vụ viện được quyết định treo cờ rủ.
Khi treo cờ rủ, trước tiên phải kéo cờ lên đến đỉnh cột, rồi hạ xuống cho khoảng cách giữa đỉnh cờ và đỉnh cột bằng 1/3 chiều cao của cột cờ. Khi hạ cờ, phải kéo cờ lên đỉnh cột trước, rồi mới hạ xuống. Theo thống kê, từ năm 1949 tới năm 2014, Trung Quốc đã treo cờ rủ khoảng 50 lần, 47 dịp là dành cho các chức sắc Trung Quốc và nước ngoài. Từ năm 1953 tới năm 2012, quốc kỳ Trung Quốc được treo rủ cho các nguyên thủ nước ngoài và các lãnh tụ đảng chính trị tại Quảng trường Thiên An Môn ít nhất 17 lần. Ngoài ra, quốc kỳ khắp Trung Quốc và các cơ quan đại diện Trung Quốc ở nước ngoài được treo rủ để tưởng nhớ các nạn nhân của trận động đất Tứ Xuyên, trận động đất Ngọc Thụ và vụ lở đất Chu Khúc. Ngày kỷ niệm người tử nạn Thảm sát Nam Kinh, quốc kỳ cũng được treo rủ ở các địa điểm kỷ niệm.
Ngoài việc treo cờ rủ vào các dịp tưởng nhớ toàn quốc, Chính phủ Hồng Kông treo cờ rủ cùng với Khu kỳ Hồng Kông cho các nạn nhân của đoàn du lịch Hồng Kông bị bắt làm con tin ở Manila, vụ đắm phà Nam Nha 2012 và vụ lật xe buýt hai tầng ở Đại Bộ.

## Địa điểm và trường hợp sử dụng

### Quảng trường Thiên An Môn

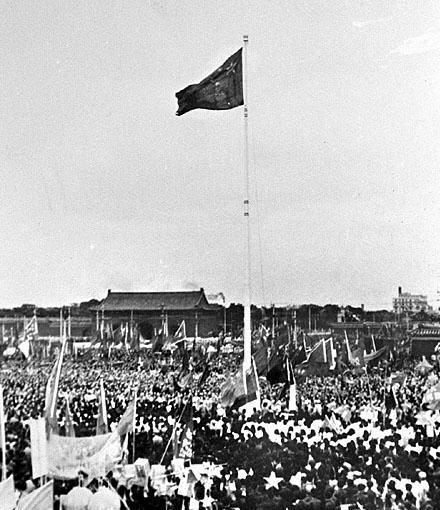
Ngày 1 tháng 10 năm 1949, lá cờ đỏ năm sao đầu tiên được treo lên ở Quảng trường Thiên An Môn tại lễ thành lập nước Cộng hòa Nhân dân Trung Hoa.

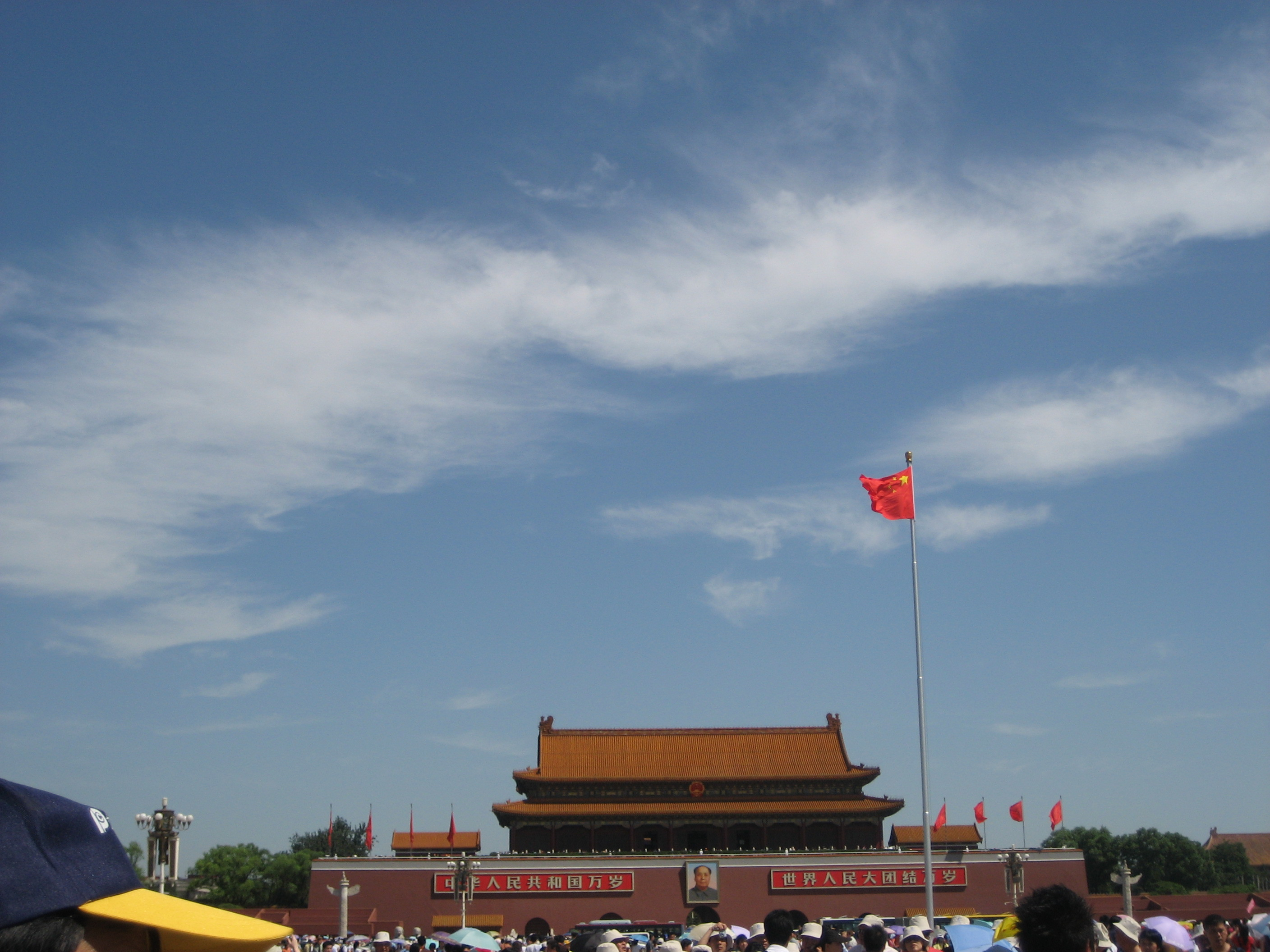
Quốc kỳ Trung Quốc ở Quảng trường Thiên An Môn, Bắc Kinh

Ngày 1 tháng 10 năm 1949, lá cờ đỏ năm sao đầu tiên được kéo lên ở Quảng trường Thiên An Môn tại lễ thành lập nước Cộng hòa Nhân dân Trung Hoa. Lá cờ dài 460 cm, rộng 338 cm, gồm 5 mảnh sa tanh đỏ được ghép lại, ngôi sao vàng bằng sa tanh vàng. Ngày 1 tháng 7 năm 1951, chính quyền địa phương Bắc Kinh bàn giao lá cờ cho Bảo tàng Cách mạng Trung Quốc, nay là Bảo tàng Quốc gia Trung Quốc. Cột cờ tại lễ thành lập cao 22,5 mét. Ban đầu, yêu cầu cột cờ cao bằng với Tháp Cổng Thiên An Môn (35 mét), nhưng điều kiện lúc đó còn hạn chế nên không đáp ứng được yêu cầu. Năm 1991, cột cờ mới được lắp ở Quảng trường Thiên An Môn, cao 30 mét. Sau khi được sửa, cột cờ cũ nằm ở Bảo tàng Cách mạng Trung Quốc. Năm 2007, cột cờ cũ bị tháo rời, cất trong kho của Bảo tàng. Ngày 21 tháng 6 năm 2011, cột cờ cũ được trưng bày lại ở Bảo tàng Quốc gia Trung Quốc.

### Trường hợp khác

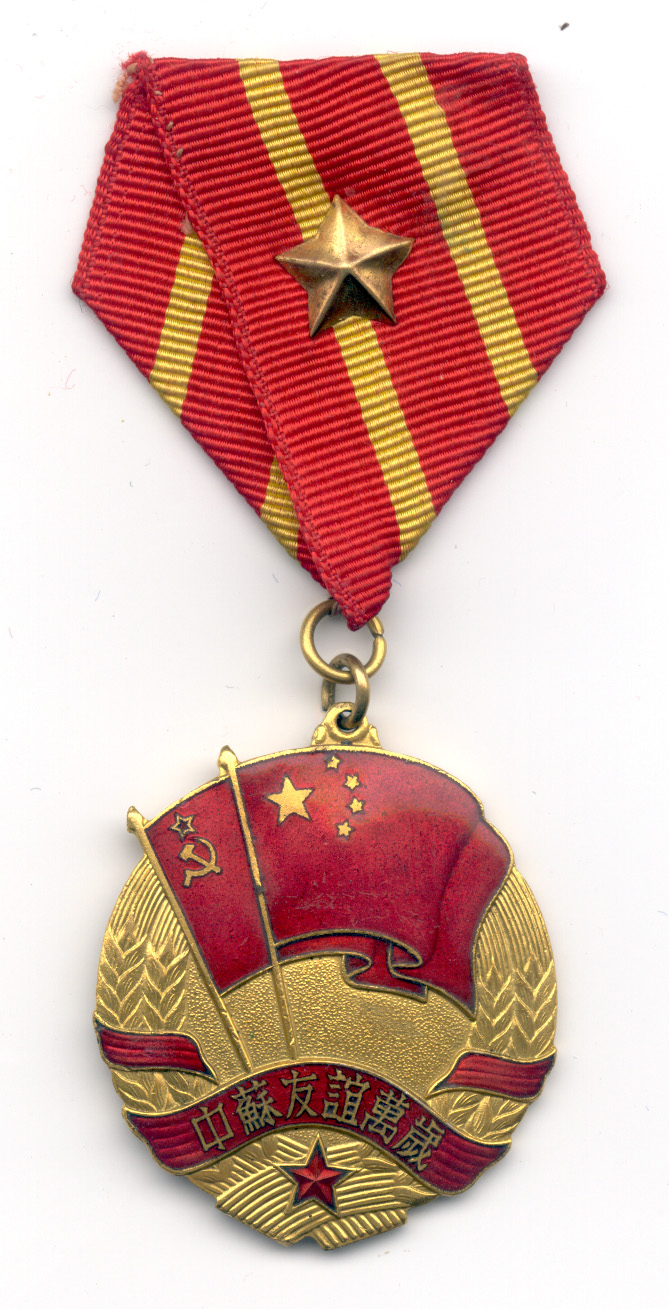
Huy chương Hữu nghị Vạn tuế Trung – Xô

Luật Quốc kỳ quy định chi tiết về các địa điểm, cơ quan treo quốc kỳ. Các địa điểm như Quảng trường Thiên An Môn, Tân Hoa Môn, Ủy ban Thường vụ Đại hội Đại biểu Nhân dân Toàn quốc, Quốc vụ viện, Ủy ban Toàn quốc Hội nghị Hiệp thương Chính trị Nhân dân Trung Quốc, Quân ủy Trung ương, Tòa án Nhân dân Tối cao, Viện Kiểm sát Nhân dân Tối cao, Bộ Ngoại giao, cơ quan xuất nhập cảnh, bến cảng, nhà ga và các cửa khẩu biên giới khác, các đồn biên phòng, cảnh sát biển là các địa điểm, cơ quan phải treo quốc kỳ mỗi ngày. Các bộ môn Quốc vụ viện, ủy ban thường vụ đại hội đại biểu nhân dân các cấp địa phương, chính quyền địa phương, tòa án nhân dân, viện kiểm sát nhân dân, ủy ban các cấp địa phương của Hội nghị Hiệp thương Chính trị Nhân dân Trung Quốc là các địa điểm, cơ quan phải treo quốc kỳ trong ngày làm việc. Các trường học phải treo quốc kỳ toàn thời gian, trừ kỳ nghỉ đông, hè và ngày Chủ nhật ra. Ngoài ra, vào các ngày Quốc khánh, Quốc tế Lao động, Tết Nguyên Đán, các cơ quan nhà nước và đoàn thể nhân dân các cấp treo quốc kỳ. Có thể treo quốc kỳ khi tổ chức các lễ kỷ niệm lớn, các hoạt động văn hóa, thể thao, triển lãm quy mô lớn.
Bộ Giao thông Trung Quốc quy định đối với các tàu thuyền Trung Quốc có tổng trọng tải từ 50 tấn trở lên, tàu thuyển đi trong vùng biển bên ngoài lãnh hải của Trung Quốc, ở Hồng Kông, Ma Cao, tàu thuyền công vụ phải treo cờ Trung Quốc hàng ngày. Tàu thuyền nước ngoài đi vào nội thủy, cảng, khu neo đậu của Trung Quốc cũng phải treo cờ Trung Quốc hàng ngày.
Trong số các hãng hàng không Trung Quốc, chỉ có Air China là được sơn quốc kỳ Trung Quốc trên thân máy bay. Ngoài ra, phù hiệu trên đồng phục binh sĩ Lực lượng Cảnh sát Vũ trang Nhân dân Trung Quốc và đồng phục cảnh sát đều có họa tiết quốc kỳ Trung Quốc. Huy chương Hữu nghị Vạn tuế Trung-Xô được phát hành năm 1951 có quốc kỳ Trung Quốc và quốc kỳ Liên Xô.
- Quốc kỳ Trung Quốc ở Đại sứ quán Trung Quốc tại Tonga (ngày 16 tháng 8 năm 2007)Quốc kỳ Trung Quốc ở Đại sứ quán Trung Quốc tại Tonga (ngày 16 tháng 8 năm 2007)
- Quốc kỳ Trung Quốc ở Bến Thượng Hải (ngày 2 tháng 3 năm 2008)
- Lễ khai mạc Thế vận hội Mùa hè 2008, những đứa trẻ mặc trang phục  56 dân tộc Trung Quốc cầm quốc kỳ cùng nhau bước vào hội trường (ngày 8 tháng 8 năm 2008)
- Quốc kỳ Trung Quốc ở Đại sứ quán Trung Quốc tại Luxembourg (ngày 19 tháng 8 năm 2010)
- Đại diện Trung Quốc vẫy quốc kỳ Trung Quốc tham gia Đại hội Thể thao Thế giới
- Một người đàn ông cầm quốc kỳ Trung Quốc ở San Francisco chạy với người rước đuốc của Thế vận hội Mùa hè 2008
- Quốc kỳ Trung Quốc trên thân máy bay Air China
- Lễ thượng cờ trước Đại lễ đường Nhân dân ở Trùng Khánh (ngày 1 tháng 5 năm 2019)

### Đài Loan

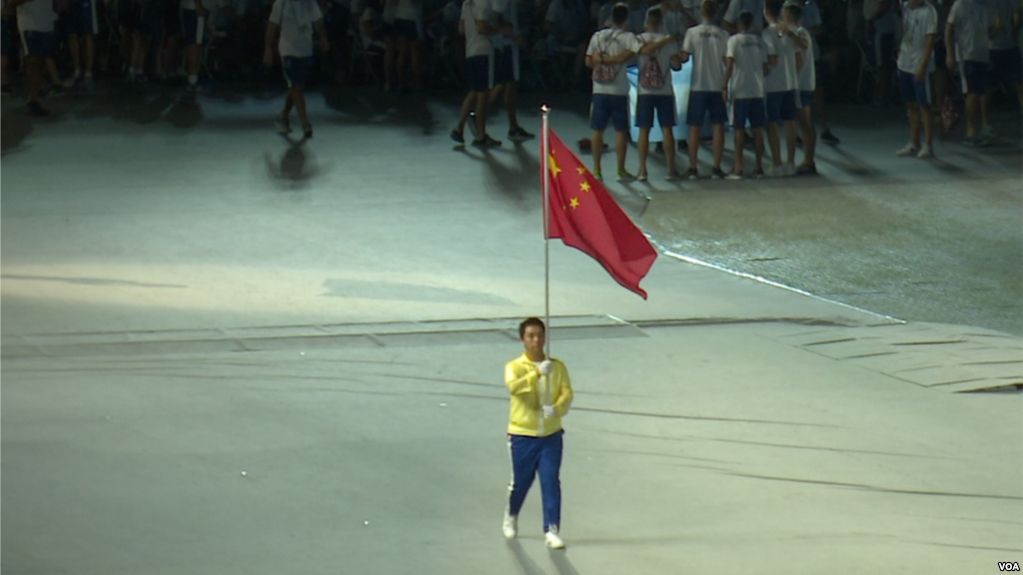
Đoàn thể thao Trung Quốc tham dự Đại hội Thể thao Sinh viên Thế giới 2017 ở Đài Loan

Đài Loan hiện tại dùng quốc kỳ Trung Hoa Dân quốc. Trừ đương cục Trung Quốc ở Đài Loan ra, cá nhân, tổ chức dùng lá cờ đỏ năm sao thường là vì lý do chính trị hoặc thương mại. Người từng tham gia cuộc vận động bảo vệ đảo Điếu Ngư, đời con của người địa phương, công dân Trung Quốc thôi quốc tịch nhập cư vào Đài Loan trong những năm gần đây đã từ lâu công khai ủng hộ sự thống nhất với Trung Quốc và dùng quốc kỳ Trung Quốc ở nước ngoài và ở chính Đài Loan. Vào Quốc khánh Trung Quốc hay Ngày Tái Độc lập Đài Loan, từng có những người lái xe hơi mang quốc kỳ Trung Quốc đi diễu hành. Ở Hồ Nhật Nguyệt, một người lái thuyền từng treo quốc kỳ Trung Quốc ở đuôi thuyền để thu hút du khách Trung Quốc. Một số khách sạn Đài Loan bắt đầu treo quốc kỳ Trung Quốc để thể hiện sự hiếu khách. Đại học Quốc lập Thành Công cũng nhiều lần treo quốc kỳ Trung Quốc cùng với quốc kỳ Đài Loan để chào đón khách thăm Trung Quốc. Đảng Cộng sản Trung Hoa Dân Quốc dùng quốc kỳ Cộng hòa Nhân dân Trung Hoa làm đảng kỳ. Hội Đồng tâm Yêu nước Trung Hoa cũng thường xuyên trưng bày quốc kỳ Trung Quốc ở các nơi công cộng như Đài Bắc 101. Ngày 1 tháng 10 năm 2017, các thành viên của Đảng Xúc tiến Thống nhất Trung Hoa mặc áo khoác in hình quốc kỳ Trung Quốc, ghi là "Quốc kỳ của tôi" đi diễu hành ở Đài Bắc.

### Khu vực người Hoa ở nước ngoài
Sau khi Trung Quốc bắt đầu cải cách khai phóng, nhiều người Trung Quốc di cư ra nước ngoài, làm thay đổi nhân khẩu của cộng đồng người Hoa tại địa phương. Nhiều nhóm người Hoa bắt đầu ăn mừng Quốc khánh Trung Quốc và treo cờ đỏ năm sao ở các khu phố Tàu và những nơi có nhiều người Trung Quốc.

## Quy định pháp luật
Bộ luật hình sự Trung Quốc quy định phạt tù có thời hạn không quá ba năm, giam giữ, quản chế hoặc tước một số quyền công dân đối với người cố ý xúc phạm quốc kỳ, quốc huy Trung Quốc bằng cách đốt, làm hỏng, viết vẽ, bôi nhọ hoặc giẫm đạp ở nơi công cộng. Luật Quốc kỳ quy định truy cứu trách nhiệm hình sự đối với người xúc phạm quốc kỳ Trung Quốc, nếu tình tiết nhẹ thì cơ quan công an xử phạt tạm giam không quá 15 ngày.
Kể từ khi Trung Quốc lập lại chủ quyền đối với Hồng Kông, việc sử dụng và bảo vệ quốc kỳ Trung Quốc tại Hồng Kông được quy định tại luật địa phương của Hồng Kông. Nghiêm cấm việc trưng bày hoặc sử dụng quốc kỳ bị hư hỏng, bẩn, phai màu hoặc không đạt tiêu chuẩn. Phải sản xuất quốc kỳ đúng với các thông số kỹ thuật. Nghiêm cấm việc trưng bày hoặc sử dụng quốc kỳ hoặc họa tiết quốc kỳ trong các nhãn hiệu hàng hóa, quảng cáo hoặc các sự kiện tang lễ tư nhân nếu chưa có sự cho phép hoặc không có lý do hợp lý. Người công khai, cố ý xúc phạm quốc kỳ có thể bị phạt tiền và bị phạt tù 3 năm. Quy định pháp luật ở Ma Cao cũng giống vậy.

## Cờ tương tự
Quốc kỳ Trung Quốc giống như quốc kỳ Liên Xô về màu sắc, bố cục và ý nghĩa. Ngôi sao năm cánh là biểu tượng chung của các nước xã hội chủ nghĩa (như Việt Nam, v.v.). Tỷ lệ chiều dài và chiều rộng của quốc kỳ Liên Xô và Triều Tiên là 2:1, tỷ lệ của quốc kỳ Trung Quốc và Việt Nam là 3:2. Trong hồi ký của mình, Lý Quang Diệu nói rằng quốc kỳ Singapore thêm ngôi sao năm cánh là để chiếu cố cho người gốc Hoa muốn phỏng theo quốc kỳ của Trung Quốc, nhưng có ý nghĩa khác với ngôi sao năm cánh của quốc kỳ Trung Quốc.
|                 |
| Quốc kỳ Liên Xô |

|                    |
| Quốc kỳ Triều Tiên |

|                  |
| Quốc kỳ Việt Nam |

|                   |
| Quốc kỳ Singapore |

Hình dạng tổng thể của logo Quỹ Chữ thập đỏ Trung Quốc giống với quốc kỳ Trung Quốc. Cờ của Tổng cục Hải quan nước Cộng hòa Nhân dân Trung Hoa đang dùng là quốc kỳ Trung Quốc có biểu tượng hải quan ở góc dưới bên phải. Cờ của Tập đoàn Vận tải Nhân dân Trung Quốc từng dùng thêm các gợn sóng nước vào quốc kỳ Trung Quốc. Khu kỳ của Hồng Kông và Ma Cao cũng có thiết kế 5 sao.
|                                                       |
| Cờ Tổng cục Hải quan nước Cộng hòa Nhân dân Trung Hoa |

|                                                                    |
| Cờ Tập đoàn Vận tải Nhân dân Trung Quốc (tháng 2 năm 1951-tháng 8) |

|                                     |
| Khu kỳ Đặc khu hành chính Hồng Kông |

|                                  |
| Khu kỳ Đặc khu hành chính Ma Cao |